# Juan de la Cierva (stanice metra v Madridu)
Juan de la Cierva (plným názvem španělsky Estación de Juan de la Cierva) je stanice metra v Madridu, která se nachází v jižní aglomeraci města. Stanice má výstup do ulice Avenida de España a náměstí Plaza Barcelona ve městě Getafe.
Jedná se o stanici linky metra 12. Stanice je pojmenována po vynálezci vírníku (autogyra) Juanovi de la Cierva. Stanice je proto vyzdobena na jeho památku (mj. šídly).
Stanice vznikla v rámci výstavby linky 12 a byla otevřena 11. dubna 2003 zároveň s celou linkou. Stanice se nachází v tarifní zóně B1.

## Fotogalerie

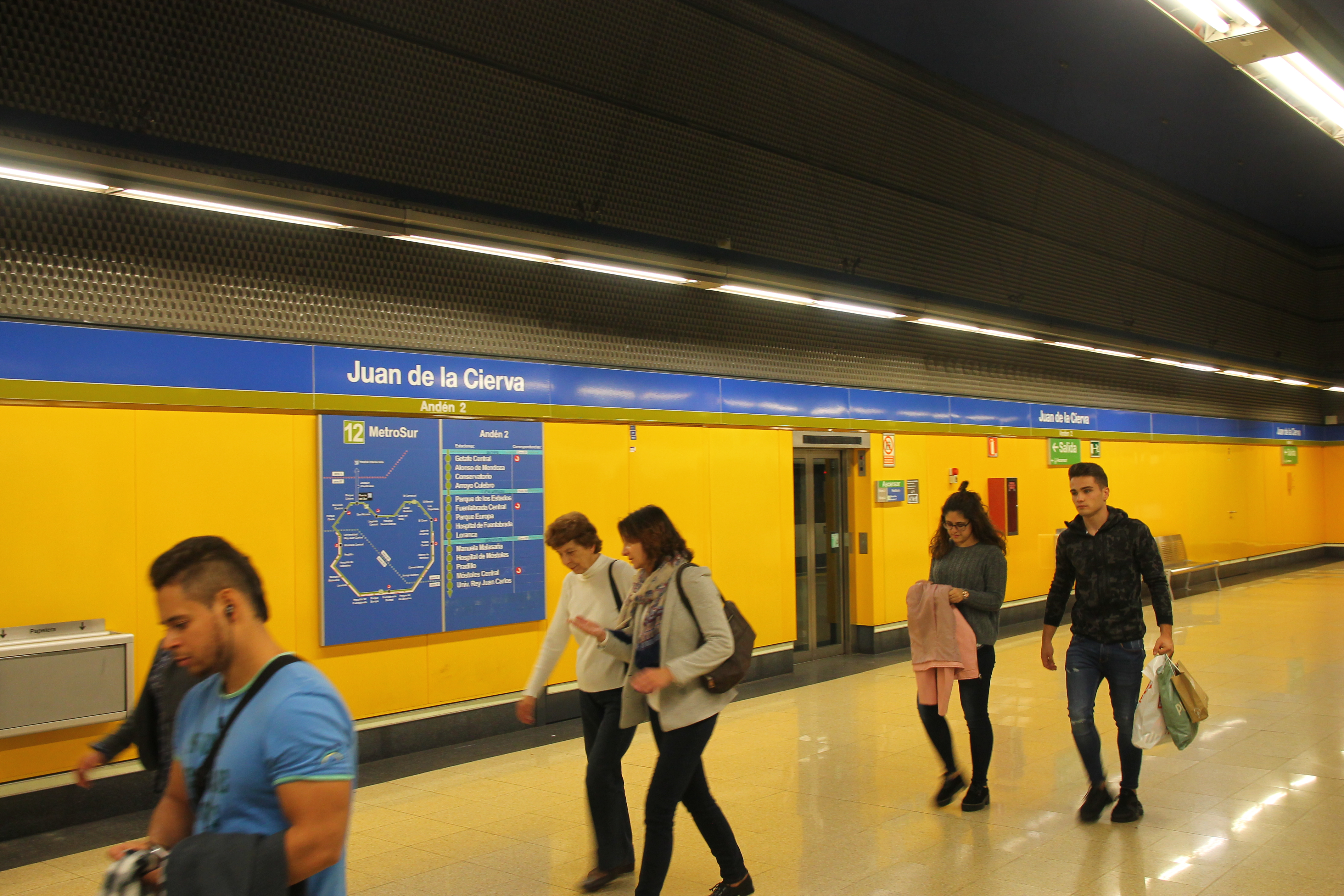
Nástupiště stanice
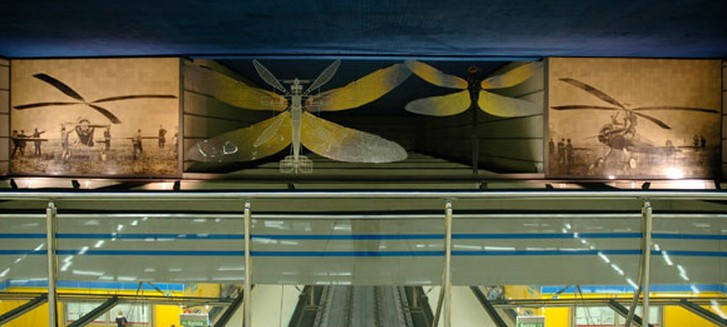
Výzdoba stanice upomínající na Juana de la Cierva